# Tatsuhiko Seta
Tatsuhiko Seta (瀬田 龍彦, Seta Tatsuhiko, Morioka, 15 januari 1952) is een Japans voormalig voetballer die als doelman speelde.

## Clubcarrière
In 1967 ging Seta naar de Morioka Commercial High School, waar hij in het schoolteam voetbalde. Nadat hij in 1970 afstudeerde, ging Seta spelen voor Hitachi. Met deze club werd hij in 1972 kampioen van Japan. Seta veroverde er in 1972 en 1975 de Beker van de keizer in 1976 de JSL Cup. In 11 jaar speelde hij er 164 competitiewedstrijden. Seta beëindigde zijn spelersloopbaan in 1980. Hij tekende in 1982 bij Hitachi. Seta beëindigde zijn spelersloopbaan in 1986.

## Japans voetbalelftal
Tatsuhiko Seta debuteerde in 1973 in het Japans nationaal elftal en speelde 25 interlands.

## Statistieken
| Japans voetbalelftal | Japans voetbalelftal | Japans voetbalelftal |
| Jaar                 | Wed.                 | Dlp.                 |
| -------------------- | -------------------- | -------------------- |
| 1973                 | 2                    | 0                    |
| 1974                 | 3                    | 0                    |
| 1975                 | 5                    | 0                    |
| 1976                 | 14                   | 0                    |
| 1977                 | 0                    | 0                    |
| 1978                 | 0                    | 0                    |
| 1979                 | 0                    | 0                    |
| 1980                 | 1                    | 0                    |
| Totaal               | 25                   | 0                    |